# Височин Спартак Леонідович
Спарта́к Леоні́дович Височин (нар. 30 квітня 1975, Київ) — український шахіст, гросмейстер (2001), тренер.

## Кар'єра
Народився у Києві. Закінчив Київський інститут фізкультури.
Чемпіон України серед юнаків 1990 та 1992 років.
Чемпіон Києва 2001 та 2003 років.
Багаторазовий учасник чемпіонатів України, найкращий результат — 4 місце (2001).
Переможець Спартакіад України у складі збірної Києва (2004, 2008). Переможець клубних чемпіонатів України у складі команд «Keystone Kyiv» (2007) та «PVK-Kievchess Kyiv» (2008, 2009).
Переможець Меморіалу Платонова 2007 року.
Переможець Меморіалу Василишина 2010 року.
Результати в інших відомих турнірах: Санкт-Петербург опен — 3—9 місця (2003),
Каппеле-ла-Гранде — 5—8 місця (2003),
Каїр — 2—6 місця (2003),
Ано Ліосія опен — 1—9 місця (2000/01),
Меморіал Рубінштейна — 5—17 місця (2001),
Меморіал Чигоріна — 4—17 місця (2004).

## Результати виступів у чемпіонатах України
Спартак Височин зіграв у 12 фінальних турнірах чемпіонатів України, набравши загалом 54½ очка з 98 можливих (+33-22=43).
| Рік  | Місто        | Турнір                 | + | − | = | Результат | Місце   |
| ---- | ------------ | ---------------------- | - | - | - | --------- | ------- |
| 1994 | Алушта       | 63-й чемпіонат України | 4 | 2 | 3 | 5½ з 9    | 24 — 39 |
| 1996 | Ялта         | 65-й чемпіонат України | 5 | 3 | 3 | 6½ з 11   | 19 — 31 |
| 1998 | Алушта       | 67-й чемпіонат України | 5 | 2 | 2 | 6 з 9     | 18      |
| 2000 | Севастополь  | 69-й чемпіонат України | 6 | 3 | 0 | 6 з 9     | 12 — 21 |
| 2001 | Орджонікідзе | 70-й чемпіонат України | 4 | 2 | 3 | 5½ з 9    | 4 — 8   |
| 2003 | Сімферополь  | 72-й чемпіонат України | 4 | 0 | 5 | 6½ з 9    | 7       |
| 2004 | Харків       | 73-й чемпіонат України | 0 | 1 | 1 | ½ з 2     | 1/16    |
| 2006 | Полтава      | 75-й чемпіонат України | 0 | 0 | 2 | 1 з 2     | 1/16    |
| 2007 | Харків       | 76-й чемпіонат України | 2 | 1 | 6 | 5 з 9     | 11      |
| 2011 | Київ         | 80-й чемпіонат України | 0 | 3 | 8 | 4 з 11    | 10      |
| 2019 | Луцьк        | 88-й чемпіонат України | 1 | 2 | 6 | 4 з 9     | 7       |
| 2021 | Харків       | 90-й чемпіонат України | 2 | 3 | 4 | 4 з 9     | 6       |